# IJSO Brasil 2009
A IJSO Brasil 2009 foi a etapa nacional da sexta edição da IJSO (Olimpíada Internacional Júnior de Ciências). A Primeira Fase desta olimpíada científica foi disputada em 27 de junho e a Fase Final em 10 de outubro de 2009.
A prova específica da fase inicial da IJSO Brasil foi realizada diretamente nas escolas inscritas. O resultado da Primeira Fase da OPF (Olimpíada Paulista de Física) também foi utilizado para fins de classificação. Com base nessas duas provas, os melhores alunos foram selecionadas para a Fase Final, sediada pela Escola Politécnica da USP na cidade de São Paulo.
O evento foi organizado novamente pela B8 Projetos Educacionais, responsável também pela implementação de outros eventos científicos no Brasil, como o IYPT . Este foi o primeiro ano em que o evento de seleção da equipe brasileira foi realizado com essa denominação IJSO Brasil, como continua até hoje.

## Primeira Fase
No dia 27 de junho (sábado), os colégios inscritos aplicaram aos seus estudantes a prova da Primeira Fase da IJSO Brasil. A avaliação foi composta por 30 questões de múltipla escolha, igualmente distribuídas entre as três grandes áreas da Ciência (Física, Química e Biologia). De acordo com o critério de correção, a resposta dos estudante só era validada com a devida justificativa na caderno de respostas.
No dia 29 de agosto (sábado), foi realizada a Primeira Fase da OPF (Olimpíada Paulista de Física), que também serviu como seletiva para a Fase Final da IJSO Brasil.

## Fase Final
Os alunos com melhor desempenho nas provas classificatórias foram convocados para a Fase Final. Pela primeira vez, esta fase decisiva da competição foi sediada pela cidade de São Paulo, com o apoio da Escola Politécnica da USP. O evento foi realizado em 10 de outubro, com palestras especiais no período de manhã e com a prova realizada no período da tarde.
As provas foram compostas por 10 questões de múltipla escolha de cada uma das três matérias envolvidas. Assim como na Primeira Fase, as resoluções eram validadas apenas em caso de correta justificativa descrita pelo estudante. Os 20 melhores alunos foram premiados com medalhas de ouro, prata e bronze.

### Programação
Sábado, 10 de outubro de 2009 

09:00 - 09:30: Credenciamento 

09:30 - 10:00: Cerimônia de Abertura 

10:00 - 11:15: Palestra I 

11:15 - 12:30: Palestra II 

12:30 - 14:00: Almoço 

14:00 - 17:30: Prova "IJSO Brasil - Fase Final" 

18:00 - 18:30: Cerimônia de Encerramento

## Resultado Final
Ouro:
- Gustavo Haddad Francisco e Sampaio Braga
- Lucas Colucci Cavalcante de Souza
- Pedro Victor Barbosa Noleto
- Gustavo de Carlis Miranda
- Ivan Tadeu Ferreira Antunes Filho
- Daniel Arjona de Andrade Hara

Prata:
- Matheus José de Oliveira Guimarães
- Pedro Marcelino Figueira
- Lucas Cheng Yuan Sun
- Fabrício de Almeida Brito
- Thiago Dorsa Almeida da Cruz
- Iago Israel

Bronze
- Henrique Torres Mendes
- Danilo Moreira Simões
- José Ribamar Ferreira Neto
- Leonardo Marin Munhoz Lataste
- Bruno Borma Brugger
- Luis Felipe Yonezawa Fernandes
- Gabriel Bonuccelli Heringer Lisboa
- Juliane Trianon Fraga

## Time Nacional
Os seis alunos medalhistas de ouro da IJSO Brasil foram convidados a integrar o time que representou o país da etapa internacional da competição. Na impossibilidade de um dos alunos participar da viagem, o primeiro medalhista de prata completou a equipe que foi preparada intensivamente para as provas em Baku, Azerbaijão.
Repetindo os feitos de 2007 e 2008, todos os estudantes brasileiros foram premiados durante a competição internacional. Gustavo Haddad Francisco e Sampaio Braga, Ivan Tadeu Ferreira Antunes Filho e Lucas Colucci Cavalcante de Souza conquistaram a medalha de prata e Gustavo de Carlis Miranda, Matheus José de Oliveira Guimarães e Pedro Victor Barbosa Noleto receberam medalhas de bronze.